# 대런 크리스
대런 크리스(Darren Criss, 1987년 2월 5일 ~ )는 미국의 배우이자 싱어송라이터이다.

## 출연
- [이스트윅]
- [글리 2]
- [글리 3]
- [글리 4]
- [글리 5]
- [글리 6]
- [글리: 더 3D 콘서트 무비]
- [걸 모스트 라이크리] 리 역
- 브로드웨이 뮤지컬 [how to succeed in business without really trying]
- 뮤지컬 [A Very Potter Musical]
- 브로드웨이 뮤지컬 [Hedwig And The Angry Inch]
- 영화 미드웨이 - 유진 린지 역

## 목소리 출연작
- 트랜스포머 로봇 인 디스가이즈 - 사이드스와이프